# Piemonte Woman Cup
La Piemonte Woman Cup è stata una competizione pallavolistica amichevole per squadre nazionali femminili, organizzata con cadenza annuale dalla FIPAV.

## Edizioni
| Edizione      | Edizione      | Podio    | Podio    | Podio       |
| Anno          | Organizzatore | Campione | Seconda  | Terza       |
| ------------- | ------------- | -------- | -------- | ----------- |
| 2009 Dettagli | Torino        | Polonia  | Giappone | Cina        |
| 2010 Dettagli | Torino        | Giappone | Italia   | Paesi Bassi |

## Medagliere
| Pos. | Squadra     | 1º posto | 2º posto | 3º posto | Totale |
| ---- | ----------- | -------- | -------- | -------- | ------ |
| 1    | Giappone    | 1        | 1        | 0        | 2      |
| 2    | Polonia     | 1        | 0        | 0        | 1      |
| 3    | Italia      | 0        | 1        | 0        | 1      |
| 4    | Cina        | 0        | 0        | 1        | 1      |
| 4    | Paesi Bassi | 0        | 0        | 1        | 1      |